# Andrena layiae
Andrena layiae är en biart som beskrevs av Timberlake 1951. Andrena layiae ingår i släktet sandbin, och familjen grävbin. Inga underarter finns listade i Catalogue of Life.